# Lijst van koningen van Angkor
Dit is een lijst met de koningen, voor zover bekend, van het Khmer-rijk. Voor zover bekend zijn de jaartallen vermeld. Tussen haakjes staan de alternatieve namen of spellingen van de koningen vermeld: 

- 802-850: Jayavarman II
- 850-877: Jayavarman III
- 877-889: Indravarman I
- 889-910: Yasovarman I
- 910-928: Harshavarman I
- 928-942: Jayavarman IV
- 942-944: Harshavarman II
- 944-968: Rajendravarman II
- 969-1001: Jayavarman V
- 1001-1002: Udayadityavarman I
- 1002-1049: Suryavarman I
- 1049-1065: Udayadityavarman II
- 1065-1090: Harshavarman III
- 1090-1108: Jayavarman VI
- 1108-1112: Dharanindravarman I
- 1112-1152: Suryavarman II
- 1152: Harshavarman IV
- 1152-1181: Dharanindravarman II
- 1181-1201: Jayavarman VII
- 1201-1243: Indravarman II
- 1243-1295: Jayavarman VIII
- 1295-1307: Sri Indravarman
- 1307: Sri Indrajayavarman

Midden 14e eeuw: Jayavarman Paramesvara
Rond 1450 verplaatsten de Khmers de hoofdstad van Angkor naar Chaturmukha Phnom Penh.